# Supraveghere în masă

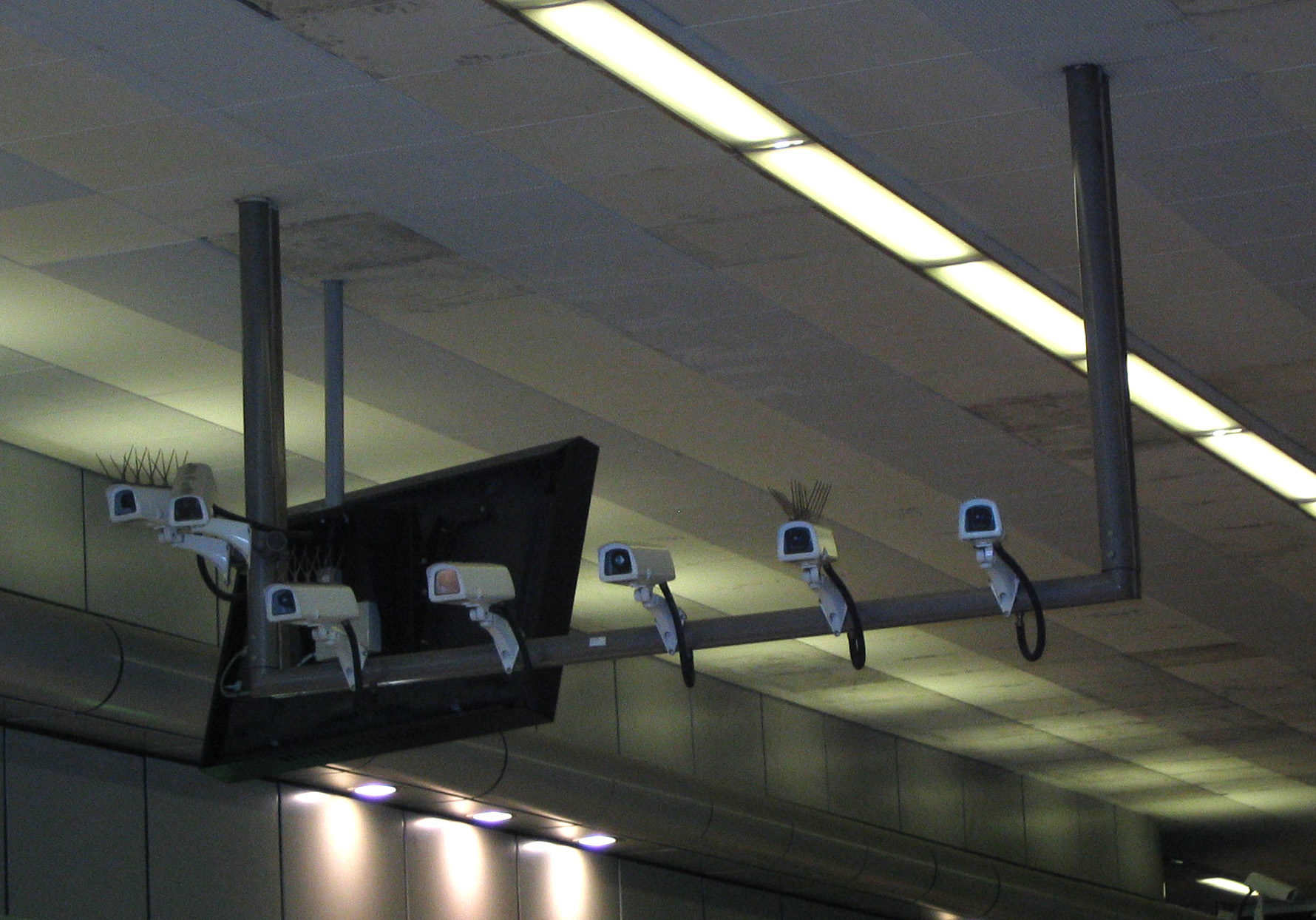
Camere de securitate

Supravegherea în masă reprezintă supravegherea omniprezentă a unei întregi populații sau a unei fracțiuni a acesteia. Guvernele de astăzi au efectuat frecvent supravegherea în masă a cetățenilor lor, explicându-le că ele cred că este necesar pentru a-i proteja de grupări periculoase, cum ar fi teroriști, criminali sau subversivi politici și pentru a menține controlul social.
Supravegherea în masă a fost criticată din mai multe motive, cum ar fi încălcări ale constituției și ale drepturilor de confidențialitate, ilegalitate, pentru pierderea libertăților politice și sociale, motive pentru care unii oameni se tem că va duce în final la un stat totalitar în cazul în care opoziția politică este strivită de programe de supraveghere. Un astfel de stat poate fi, de asemenea, menționat ca un stat cu poliție electronică.

## Statele Unite
După 11 septembrie 2001, serviciile secrete americane înregistrează zilnic 1,5 miliarde de convorbiri telefonice.
De la 29 noiembrie 2015, Agenția Națională pentru Securitate din Statele Unite (NSA) oprește programul său de supraveghere în masă prin care a colectat, zilnic, date despre convorbirile telefonice a milioane de americani. Stoparea supravegherii în masă a fost decisă printr-o lege adoptată de legislativul american. Programul va fi înlocuit cu proceduri mai bine țintite de supraveghere.

## În literatură și filme

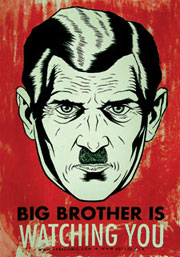
Afiș: Big Brother stă cu ochii pe tine.

O mie nouă sute optzeci și patru (titlul original în engleză Nineteen Eighty-Four), un roman de George Orwell, prezintă viața dintr-un stat totalitar omniprezent. Big Brother (în română Fratele cel Mare) supraveghează întreaga societate, între altele cu ajutorul unor camere video amplasate peste tot: pe străzi, în birouri, în locuințe etc.